# Vorarlberg
Vorarlberg (hivatalosan: Bundesland Vorarlberg, alemann nyelven: Vorarlbearg, latinul: Cisarulana) Ausztria legnyugatibb szövetségi tartománya, elsősorban magas hegyvidékéről, síparadicsomairól és a Bodeni-tóról ismert. Vorarlbergben a mindennapi életben főként felső- és legfelső-alemann nyelvjárást beszélik (vorarlbergi dialektus), mely – néhány kisebb nyelvi szigetet leszámítva Tirolban – Ausztria többi részén nem fordul elő. 2601,48 km2-es területével szomszédunk 2. legkisebb tartománya (Bécs után), ezzel Ausztria teljes területének mintegy 3,10%-át adja. Illetve közel 404 ezer fős lakosságával a 8. legnépesebb tartomány, ezzel Ausztria népességének csupán 4,5%-ával rendelkezik, népsűrűsége az országos átlag felett van.
Nyugatról Liechtenstein és Svájc, északról Németország, keletről Tirol, délről pedig szintén Svájc határolja. Székhelye a "fesztiválvárosnak" is gyakran nevezett Bregenz, amely jelentős közlekedési csomópont, kulturális központ, és a híres Bregenzi Ünnepi Játékok (Bregenzer Festspiele) helyszíne. A Bodeni-tó partján fekszik, turisztikai és gazdasági szempontból is kiemelkedő. De nevezetesebb települései közé tartozik Dornbirn mely fontos ipari és kereskedelmi központ, Feldkirch történelmi városa, amely középkori hangulatú belvárossal illetve a Schattenburg várral büszkélkedhet, illetve Bludenz mely ipari és kereskedelmi központ, ismert csokoládégyáráról (Milka), valamint a környező alpesi síterepekről és túraútvonalakról.
Területe nagyrészt az Alpokhoz tartozik, legmagasabb pontja a Piz Buin (3312 m). A tartomány fő folyója a Rajna, amely észak felé a Bodeni-tóba ömlik, míg keleti részeit a Lech folyó szeli át. Vorarlberg klímája alpesi, hűvös telekkel és csapadékos nyarakkal. A vidék jellemzői a mély völgyek, zöld alpesi rétek és népszerű síközpontok, mint Lech-Zürs vagy Montafon. A Bodeni-tó partján fekvő területek enyhébb éghajlatúak, ami kedvez a turizmusnak és a mezőgazdaságnak.
Történelme szorosan kapcsolódik a Habsburgokhoz és a német nyelvterület fejlődéséhez. A területet az ókorban a kelták és a rómaiak lakták, majd a 6. századtól az alemannok telepedtek meg itt. A középkorban több kisebb grófságra oszlott, míg a 14-15. században fokozatosan Habsburg-uralom alá került. A 18. században a Vorarlberg név kezdte egységesen jelölni a tartományt. Az 1918-as Osztrák-Magyar Monarchia felbomlása után Vorarlberg lakosságának többsége népszavazással Svájchoz akart csatlakozni, de ez végül nem valósult meg. A második világháború után a francia megszállási övezet része lett, majd 1955-ben Ausztria teljes függetlenségének visszanyerésével ismét az ország szerves része lett. Ma Vorarlberg gazdaságilag fejlett, erős iparral és turizmussal rendelkező tartomány.

## Nevének eredete
A tartomány nevének eredete az Arlberg-hágóhoz kapcsolódik, amely a tartomány keleti határán található. A "Vorarlberg" kifejezés azt jelenti, hogy "az Arlberg előtt", utalva a hágó nyugati oldalán elterülő területre. A név használata a 18. század közepétől terjedt el, amikor a Habsburgok egyesítették a Rajna és az Arlberg közötti birtokaikat egy tartománnyá.

## Címer
Voralberg címere a Tübingen palotgrófok címerére megy vissza, akik 1200 körül rangjuk jelképéül a vörös bírói zászlót (Gerichtsfahne) választották arany alapon. Ezt a címert viselte a család mellékága, a Montfort grófok is, de ezüst alapon. A középkorban Vorarlberg nagy része fölött ők uralkodtak, ezért a tartománynak Ferenc József által 1863-ban adományozott címerben ez a pajzs szerepelt a címer boglárpajzsán.
A címer színei – a vörös és az ezüst – a Montfortok címeréből származnak, és a tartomány történelmi identitását tükrözik.

## Földrajz
Nyugatról Svájc és Liechtenstein, északról Németország Bajorország tartománya, keletről pedig Tirol határolja. Vorarlberg tartományra gyakran mondják, hogy nem az Arlberg hegy előtt, hanem Ausztria mögött található, hiszen a hegy és a Verwallgruppe választja el Vorarlberget Tiroltól. A tartományt délen a Rätikon és a Silvretta hegycsoportok, északon az Allgäu tájegység, északnyugaton pedig a Boden-tó határolja. Kiterjedését tekintve Vorarlberg tartomány (2601,48 km²) a magyarországi Nógrád vármegyével (2544,18 km²) közel azonos méretű. Népességét tekintve a tartomány 373 729 fős lakossága hasonló, mint Magyarországon Békés vármegye népességszáma, ami 361 800 fő.

### Vízrajz
Vorarlberg legjelentősebb folyója a tartományt északkeleten szegélyező Rajna. A második legfontosabb folyó az Ill, ami keresztül folyik a Walgaun és a Montafonon és Meiningen környékén ömlik a Rajnába. Továbbá jelentősebb folyóvíz a Bregenzer és a Dornbirner Ach.
A legfontosabb állóvíz a Boden-tó, ami északon határolja Vorarlberget. A tartomány déli részén található Lünersee és a Silvretta Stausee is jelentős állóvíz.

### Fontosabb hegyek
A tartomány legmagasabb pontja 3312 méterrel a Piz Buin. További jelentős hegyek: Zimba, Kanisfluh, Schesaplana, Diedamskopf, Karren és a Pfänder.

## Történelme
Vorarlberg legalább 500 évvel időszámításunk előtt egy kelta csoport, az ún. brigántiak által volt betelepülve. A rómaiak i. e. 15-ben foglalták el a területet.
260 körül kezdődtek az alemannok betörései, ők kb. 450-ben települtek itt le. Az alemannokkal került a terület a Frank Birodalom birtokába, 843-ban a Keletfrank Birodalom része lett. 1200 körül Bregenz, Bludenz és Feldkirch környéke már a Montfort grófok birtokában volt.
A 14. és 18. század között a mai tartomány nagy része a Habsburgok kezén volt.
A napóleoni háborúk idején, 1804 és 1813 között Vorarlberg Bajorország része volt, később azonban visszacsatolták Ausztriához.
A Osztrák–Magyar Monarchia széthullásával, az Osztrák Köztársaság létrejöttével felvetődött a lehetőség, hogy a tartományt a háborútól megkímélt Svájchoz csatolják. 1919. május 11-ére kiírtak egy népszavazást, melynek eredményeként a lakosság 80%-a a Svájchoz csatolás mellett döntött, ezt azonban az osztrák kormány, az antant-hatalmak, a svájci liberálisok, a svájci franciák és a svájci olaszok megakadályozták. (Utóbbiak nem kívánták a németajkú lakosság arányát még egy német nyelvű kanton hozzáadásával tovább növelni).
1938-ban az Anschlußt követően a német nemzetiszocialista közigazgatásban Vorarlberget Tirollal egyesítették, létrehozva Tirol-Vorarlberg Birodalmi Tartományt (Reichsgau Tirol–Vorarlberg), Innsbruck központtal, Franz Hofer gauleiter irányítása alatt. A birodalmi tartomány nem a bécsi, hanem a müncheni birodalmi igazgatási központnak (Reichsleitung) volt alárendelve. A második világháborút viszonylag szerencsésen megúszta, csak Feldkirchet érte néhány bombatámadás, illetve párnapos harc dúlt Bregenzben.  1943. október 1-én a Feldkirchet ért amerikai bombatámadásban több mint 200-an vesztették életüket, 150 épületet ért találat.  Bregenz ostroma 1945. május 1-én történt, a francia csapatok tüzérségi és légi támadást hajtottak végre a város ellen, amelyben 80 épület semmisült meg. A délutáni órákra a franciák a város elfoglalták. A háborúból 8000 vorarlbergi nem tért haza. A háborút követően a svájci szomszédok segítsége által jóval hamarabb talpraállt, mint Ausztria többi része. A Marshall-tervnek köszönhetően az 1950-ig befektetett 100 millió schillingből a belföldi turizmus is profitált: Az Arlbergen és más turisztikai régiókban modernizálták a szállodákat és új felvonókat építettek.
1945-ben ismét szétválasztották a két tartományt. 1945–1955 között a francia megszállási zónába tartozott, 1955 óta a II. Osztrák Köztársaság része.

## Közigazgatás, politika
A szövetségi tartomány négy járásra oszlik, melyek székhelyükről vannak elnevezve. Nagyság szerinti sorrendjük az alábbi:
- Bludenzi járás (Autójel: BZ),
- Bregenzi járás (Autójel: B),
- Dornbirni járás (Autójel: DO).
- Feldkirchi járás (Autójel: FK).

A tartományban hat körzeti bíróság működik, a székhelyeik járási székhelyeken kívül Bezau és Schruns.
A helyi szinten Vorarlberg 96 községre oszlik, ezek közül öt város (lakosságszám szerinti sorrendben: Dornbirn, Feldkirch, Bregenz, Hohenems, Bludenz).
A tartományi parlament és a kormány, valamint a tartományfőnök székhelye Bregenz.

## Turizmus

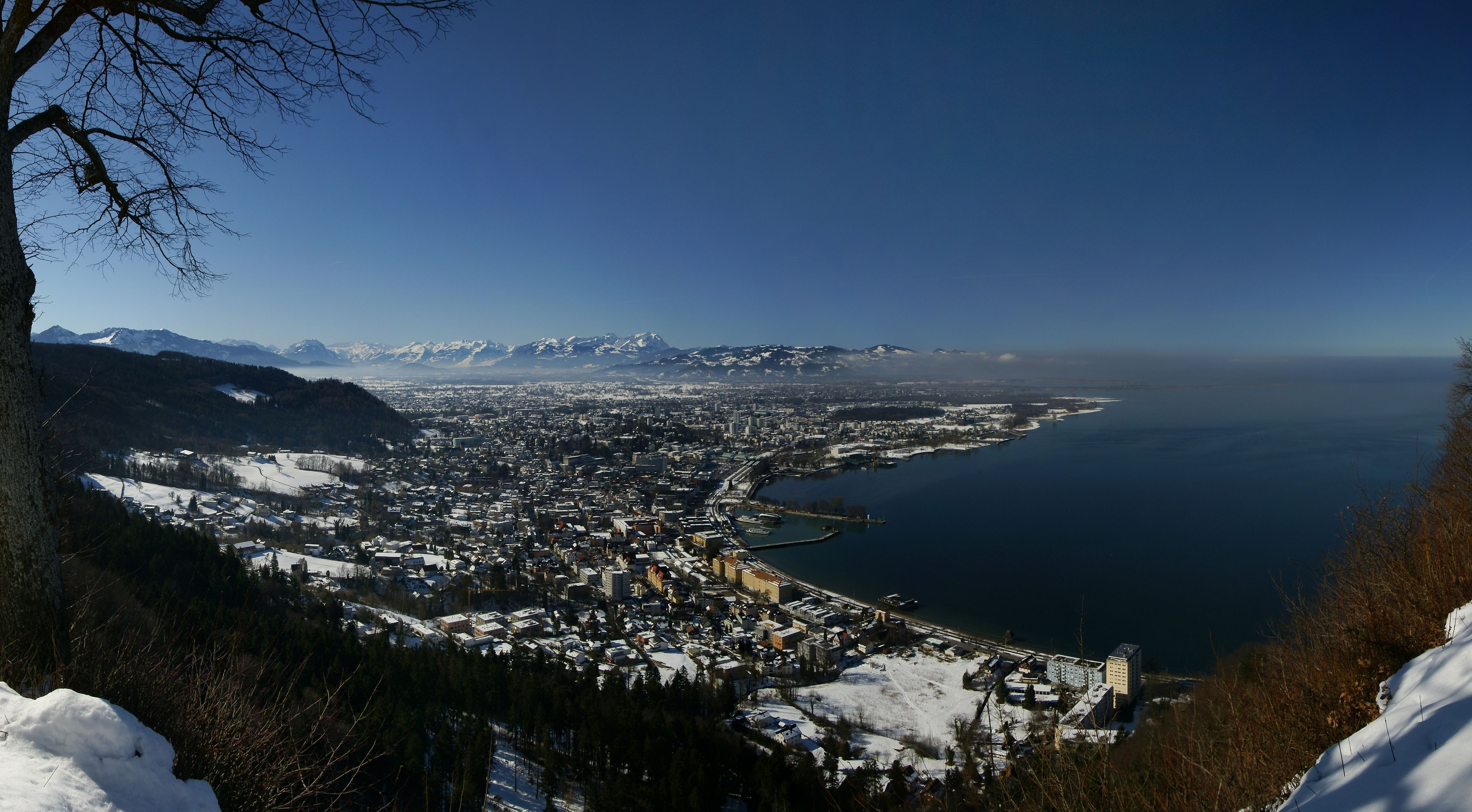
Bregenz, a székhely
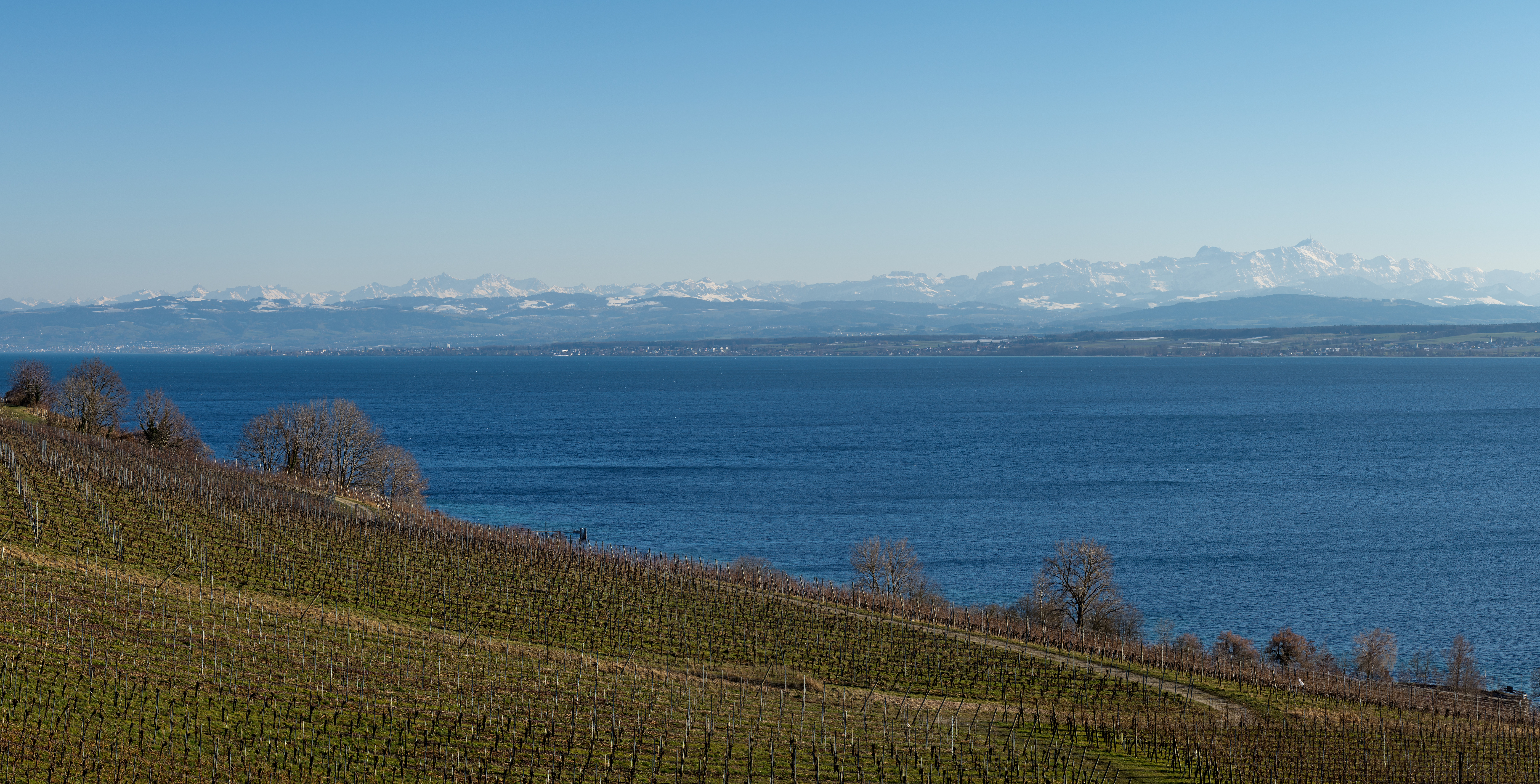
A Bodeni-tó
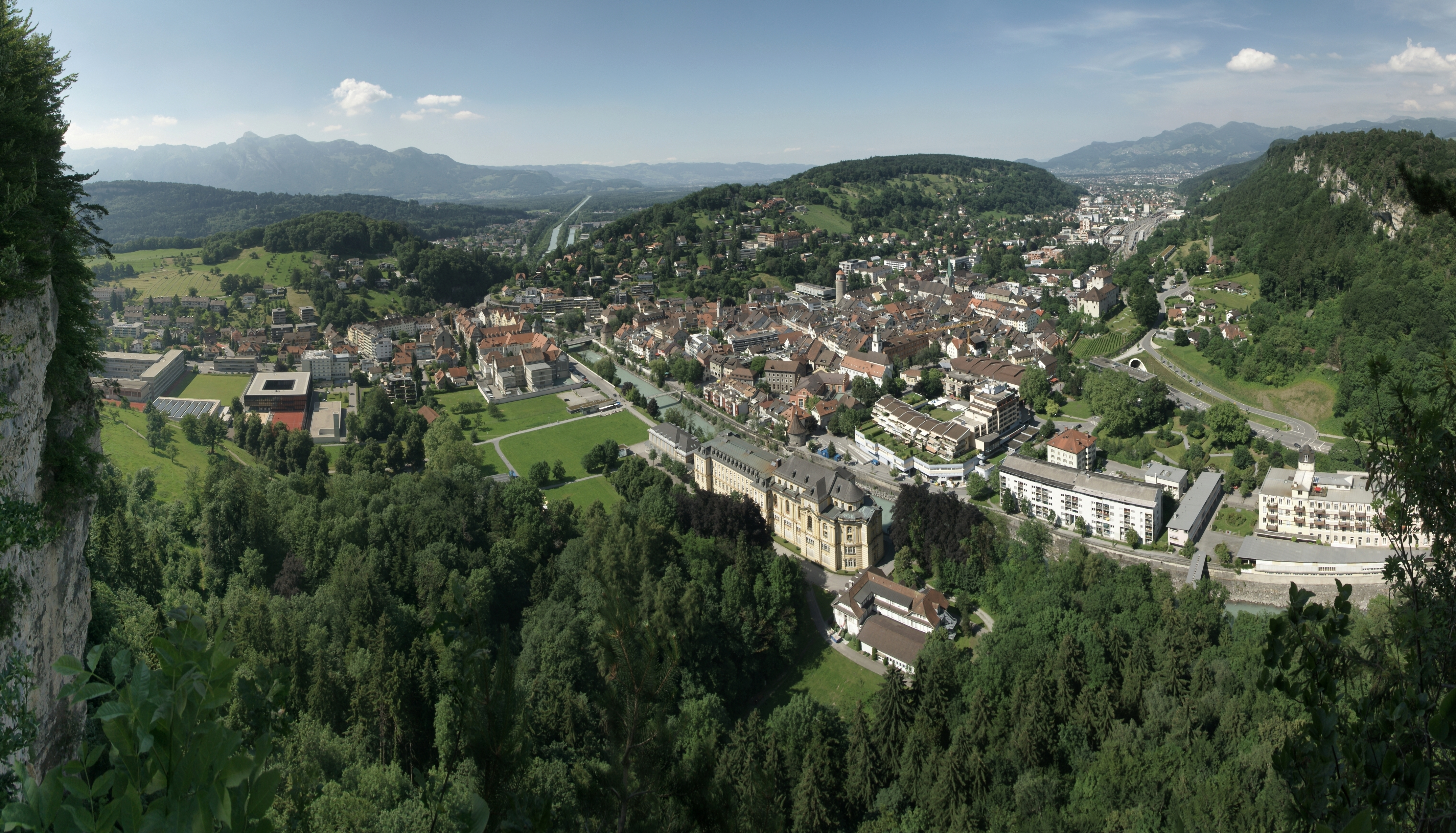
Feldkirch látképe
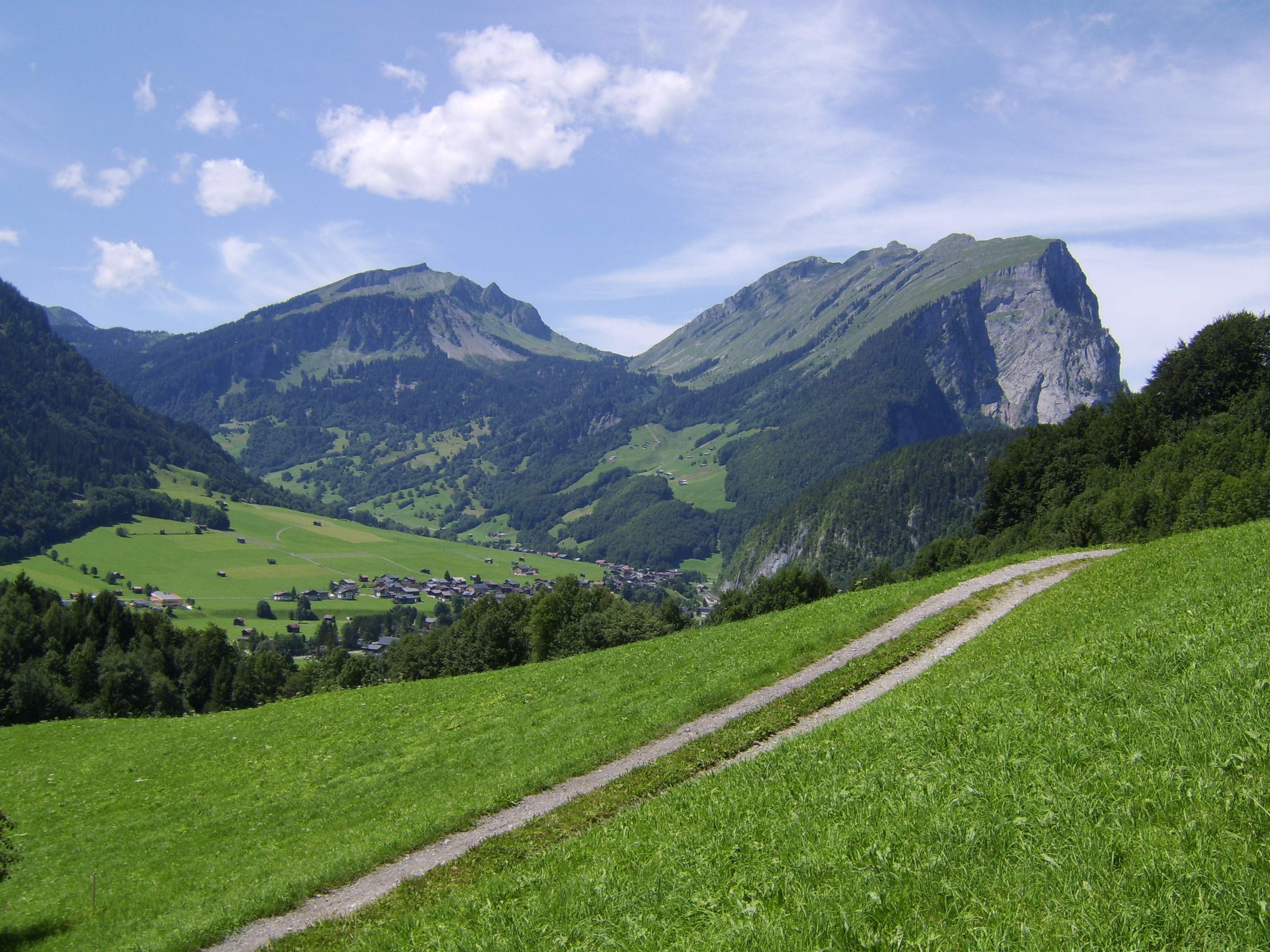
Tipikus vorarlbergi táj
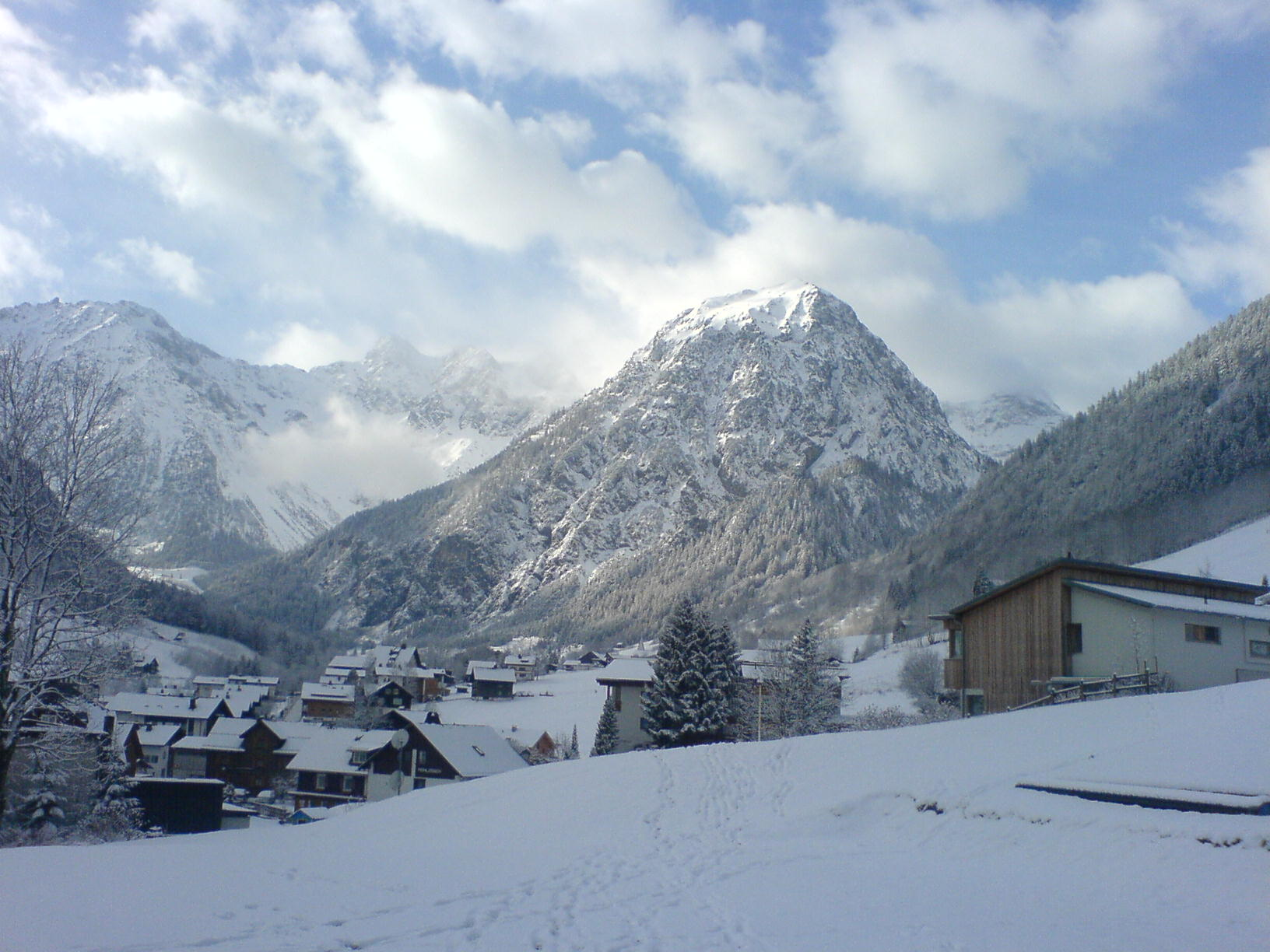
Brand falujának látképe

## Tartományi ünnepek
- Szent József március 19. (hl. Josef, Festtag des Landespatrons), azonos Stájerország, Tirol és Karintia védőszentjével
- Bregenzer Festspiele júliusban és augusztusban